# Tängesbo
Tängesbo är en by i Östervåla socken, Heby kommun.
Tängesbo omtalas i dokument första gången 1366 ("j thrængilsbodhum"). 1377 förekommer två fastrar från byn i samband med jordlösen vid Våla häradsrätt. Under 1500-talet upptas Tängesbo i jordeboken som 2 hela mantal skatte, ett om 4 öresland och ett antal penningland (1541 8 penningland, 1548 11 penningland och 1549 16 penningland) samt ett om 2 öresland med skatteutjord i Offerbo. Förleden i bynamnet är det fornsvenska mansnamnet Thængel.
Bland bebyggelser på ägorna märks Bergtorpet, ett nu försvunnet torp uppfört vid mitten av 1800-talet. Torpet låg vid foten av Pettersklack. Torpet Mellanbo finns omtalat i dokument redan i mitten av 1600-talet. Det har senare fungerat som soldattorp för roten 310 för Tängesbo och Rickebo vid Västmanlands regemente, soldatnamnet var från 1710 Rick. Tängesbo soldattorp avsöndrades 1925 från Tängesbo. Enligt uppteckningar har torpet Rickbacken, anlagt i slutet av 1800-talet tidigare fungerat som soldattorp. Sågars är namnet på en gård i den norra delen av byn. Här låg tidigare en såg. Strax norr om Sågars låg under 1700- och 1800-talen torpet Sågen. Invid torpet Sågen låg under andra hälften av 1800-talet torpet Tidlunds: Ömanstorp är ett nu försvunnet torp som under andra hälften av 1800-talet och början av 1900-talet låg 200 meter nordnordväst om Tängesbo soldattorp.